# Debra Hill
Debra Hill (ur. 10 listopada 1950 w Haddonfield w stanie New Jersey, zm. 7 marca 2005 w Los Angeles w stanie Kalifornia) – amerykańska scenarzystka i producent filmowa.
Wraz ze swoim byłym partnerem Johnem Carpenterem napisała scenariusze do popularnych horrorów: Mgły (1980), Halloween (1978) i jego kontynuacji – Halloween 2 (1980). 
Zmarła na raka, który został zdiagnozowany w lutym 2004 roku.